# Archidiecezja Calabar
Archidiecezja Calabar (łac. Archidiœcesis Calabarensis) – diecezja rzymskokatolicka w Nigerii. Powstała w 1934 jako prefektura apostolska, podniesiona do rangi wikariatu apostolskiego w 1947, diecezji w 1950. Archidiecezja od 1994.

## Główne świątynie
- Archikatedra: Archikatedra Najświętszego Serca Pana Jezusa w Calabar

## Biskupi i arcybiskupi Calabar
- James Moynagh SPS (1934–1947 prefekt apostolski, 1947–1950 wikariusz apostolski, 1950–1970 biskup diecezjalny)
- Brian Usanga (1970–1994 biskup diecezjalny, 1994–2003 arcybiskup)
- Joseph Edra Ukpo (2003–2013)
- Joseph Ekuwem (od 2013)